# 北条貞名
北条 貞名（ほうじょう さだな、生没年不詳）は、鎌倉時代中期の北条氏の一族。北条重時の曽孫。父は北条長重。母は不詳。通称は六郎。兄弟に北条時秀、北条為長、北条時兼、北条時員。